# Финаце (Клуж)
Финаце (рум. Fânațe) — село у повіті Клуж в Румунії. Входить до складу комуни Чану-Маре.
Село розташоване на відстані 300 км на північний захід від Бухареста, 29 км на схід від Клуж-Напоки.

## Населення
За даними перепису населення 2002 року у селі проживали 133 особи. Усі жителі села рідною мовою назвали румунську.
Національний склад населення села:
| Національність | Кількість осіб | Відсоток |
| -------------- | -------------- | -------- |
| румуни         | 115            | 86,5%    |
| цигани         | 17             | 12,8%    |